# بيتسي كينغ روس
بيتسي كينغ روس (بالإنجليزية: Betsy King Ross)‏ هي ممثلة أمريكية، ولدت في 1921، وتوفيت في 1989.

## وصلات خارجية
- بيتسي كينغ روس على موقع IMDb (الإنجليزية)
- بيتسي كينغ روس على موقع قاعدة بيانات الفيلم (الإنجليزية)